# Прахов Микола Адріянович
Микола Адріянович Прахов (18 травня 1873, Рим, Королівство Італія — 25 листопада 1957, Київ, Українська РСР, СРСР) — український художник і мистецтвознавець.

## Біографія
Народився 18 травня 1873 в Римі. З 1883 жив у Києві.
З 1896 працював художником у галузі декоративно-прикладного мистецтва. Один з організаторів АХЧУ, товариства «Київський художник». У своїй творчості відчув вплив Михайла Врубеля.
Завдяки домашній освіті Микола вступив до третього класу Другої київської гімназії. У 1892 випускник гімназії вступив на фізико-математичне відділення Московського університету, але через рік хвороба заставила юнака залишити університет.
Восени 1896 їздив на три тижні до Італії: Генуя – Рим – Венеція – Відень, де знайомився з пам’ятниками старовини.
З 1896 художник-орнаменталіст працював художником у галузі декоративно-прикладного мистецтва, станкового живопису, чудово знався на художньому литві та роботі з бронзою.
У 1898 за конкурсом поступив до Київського політехнічного інституту на механічний відділ, але за рік хвороба заставила відмовитися від навчання. Почав створювати орнаменти, писати етюди з натури. Не відмовлявся Микола від приватних замовлень: за порадою батька створив проект фасаду будинку «Гоща» С. Ісакова, садиби Н. Оржевської в «Новій Чорториї», маєтку кн. Н. Яшвіль; виконав два пам’ятники на Аскольдовій могилі (М. Гудим-Левковича та В. Тарновського).
Восени 1902 взяв шлюб із Анною Крюгер (1876-1962), донькою відомого київського нотаріуса Августа Федоровича Крюгера. (До речі, своякував із художником Миколою Мурашком, який побрався з Маргаритою Крюгер – рідною сестрою Анни). Весільна подорож молодих до Італії тривала півроку.
З 1903 до кінця 1906 жили в Києві та Петербурзі, де навчалася Анна Августівна Крюгер-Прахова — художниця, анімалістка, портретистка. Учениця професора П. О. Ковалевського в 1906 закінчила Академію мистецтв. Того ж року за порадами лікарів Прахови з двома дітьми поїхали до Італії, де прожили 6 років. 
У 1917 повернувся до Києва, де разом із Миколою Мурашком, П. Козиком та іншими художниками створив першу професійну спілку «Київський художник» і був обраний її головою.
У 1926 Микола Прахов разом із І. Їжакевичем, В. Коровчинським створив Асоціацію художників червоної України (АХЧУ), але він же мав «не те» походження. От і працював на різних незначних посадах у радянських установах, оформлював святкові заходи, друкував статті в журналі «Художественные сокровища России»; спогади «Сторінки минулого». Часто хворів. Інколи читав лекції для студентів Київського художнього інституту.
З 20 січня 1950 отримував 150 карб. пенсії «по старості» і 60 карб. «хлібних», разом 210 карб. Працював із родинним архівом, писав спогади.
Автор спогадів і статей з різних питань образотворчого мистецтва (статті в журналі «Художественные сокровища России»; спогади «Сторінки минулого», 1958).

Могила Миколи Прахова

Помер 25 листопада 1957. Похований в Києві на Лук'янівському цвинтарі (ділянка № 25, ряд 11, місце 27). Надгробок — прямокутна чорна стела.

## Родина
Син Адріяна та Емілії Львівни Прахових. Був свояком Олександра Мурашка: Микола Прахов і Олександр Мурашко були одружені з сестрами Анною і Маргаритою Крюгерами — дочками відомого київського нотаріуса Августа Федоровича Крюгера.
- Сини:
- Адріян Миколайович Прахов (1905, Київ — 1970, Київ) — кінематографіст, працював кінооператором на київській кіностудії ім. О.П. Довженко (фільми — «Наталка Полтавка», «Запорожець за Дунаєм», «П'ятий океан» та інші.
- Микола Миколайович Прахов (1907, острів Капрі — 1971, Київ) — ботанік, мандрівник та фотограф, був доцентом Київського університету, досліджував флору Якутії й Тянь-Шаня, автор підручників по садівництву і квіткарству.
  - онучка Олекса́ндра Пра́хова (* 13 травня 1950, Київ — † 20 травня 2011, Київ, Україна) — українська художниця-графік.

## Вшанування
- В Києві є Вулиця Сім'ї Прахових.